# Konrád z Janovic
Konrád z Janovic (13. století? – po 1254?) byl český šlechtic a zvíkovský purkrabí z rodu Janoviců.

## Život
Byl prvním známým příslušníkem rodu Janoviců, o jehož vzestup se zasloužil. Mezi lety 1234 a 1254 působil jako první známý purkrabí hradu Zvíkov. K roku 1238 v této funkci současně vystupoval jistý Ivan, od roku 1250 také Hirzo z Klingenbergu, jehož o tři roky později vystřídal Bavor I. ze Strakonic. Roku 1243 se Konrád připomíná s přídomkem „z Janovic“, což dokazuje, že byl prvním doloženým vlastníkem hradu ve Vrchotových Janovicích. Mezi lety 1248 a 1249 se možná podílel na vzpouře části zemského panstva a kralevice Přemysla Otakara II. proti králi Václavovi I. V roce 1251 Konrád doprovázel Přemysla Otakara II. při obsazování Rakouského vévodství. Po roce 1254 se vytratil z pramenů a patrně zemřel. Zanechal po sobě syna Purkarta.